# Rouillac (Côtes-d'Armor)
Rouillac é uma comuna francesa na região administrativa da Bretanha, no departamento Côtes-d'Armor. Estende-se por uma área de 15,7 km². Em 2010 a comuna tinha 397 habitantes (densidade: 25,3 hab./km²).